# カルロス・ジョゼ・カスチーリョ
カスチーリョ (Castilho) こと、カルロス・ジョゼ・カスチーリョ（Carlos José Castilho、1927年11月27日 - 1987年2月2日）は、ブラジル・リオデジャネイロ出身の元同国代表サッカー選手。
ブラジル代表として、FIFAワールドカップに4大会連続で出場した。

## 経歴
クラブでは、オラリアAC、フルミネンセFC、パイサンドゥSCでプレーした。フルミネンセでは、歴代最多の697試合に出場した。
代表では、4大会連続でFIFAワールドカップに出場した。1958年大会と1962年大会では、ペレ、ガリンシャ、ニウトン・サントス、ジャウマ・サントスらと共にプレーし、史上初の大会優勝と大会連覇に貢献した。